# Callipseustes hocina
Callipseustes hocina là một loài bướm đêm trong họ Geometridae.